# Luna di miele (film 1928)
The Honeymoon (Luna di miele) è un film del 1928 scritto, prodotto, diretto e interpretato da Erich von Stroheim. È la seconda parte di Sinfonia nuziale, che racconta la storia dell'amore di Mitzi per Nicki, dal loro primo incontro fino alla loro separazione quando il principe sposa, per convenienza, la ricca Cecilia.

## Trama
Dopo il matrimonio, Nicki e Cecilia si recano in Tirolo per la luna di miele. Cecilia si affeziona pian piano al marito, il quale invece rimane freddo e distaccato. Frattanto Schani capisce che Mitzi è ancora innamorata di Nicki e decide così di rintracciarlo in Tirolo per ucciderlo; sarà Cecilia a salvarlo facendo scudo col suo corpo, mentre Schani precipiterà in un crepaccio. Mitzi a questo punto vorrebbe ritirarsi in un convento, ma Nicki, che è stato richiamato in guerra, la convince ad aspettare il suo ritorno (che non avverrà mai, poiché il principe morirà in combattimento).

## Produzione
Il film fu inizialmente prodotto dalla Paramount Famous Lasky Corporation, affiliata della Paramount, alla quale fu passato perché se ne affidasse il montaggio a Josef von Sternberg.

## Distribuzione
Erich von Stroheim, non approvando il lavoro compiuto dallo Sternberg, disconobbe la paternità dell'opera. Il film, che non uscì mai negli Stati Uniti, risulta attualmente perduto.